# خلیج بافین

محل قرارگیری خلیج بافن

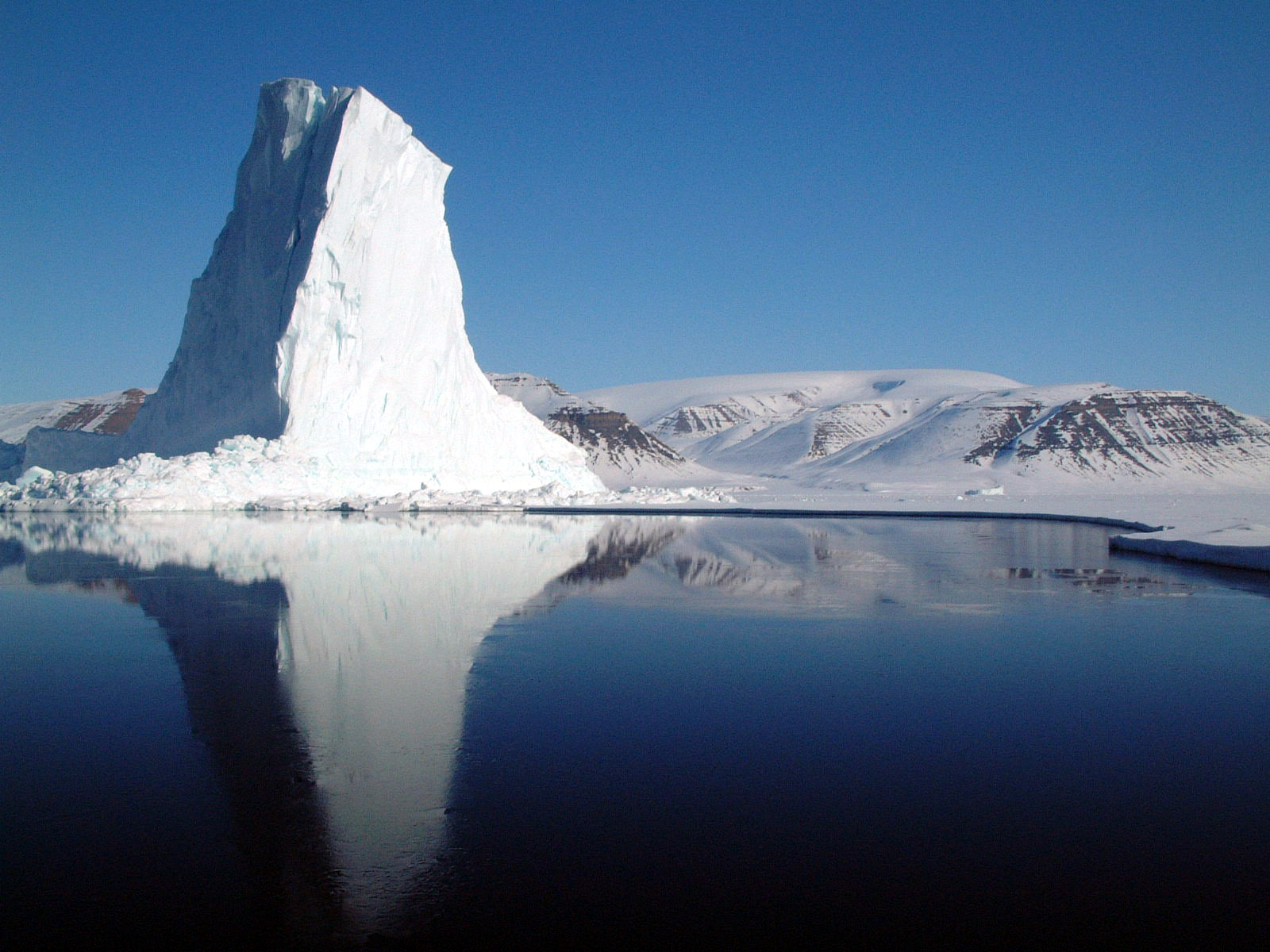
کوه یخی شناور در خلیج بافین

خلیج بافین یا خلیج بافن (به فرانسوی: Baie de Baffin) بخشی از آب‌های یخ‌اندود اقیانوس اطلس شمالی است که در فاصلهٔ ۱٬۴۵۰ کیلومتری از شمالگان در میان سواحل غربی گرینلند و شمال شرقی کانادا در شرق جزیره بافین گسترده شده‌است. این خلیج مساحتی پیرامون ۶۸۹٬۰۰۰ کیلومتر مربع را در بر می‌گیرد. طول آن ۱٬۱۳۰ کیلومتر و عرض آن بین ۱۱۰ تا ۶۵۰ کیلومتر متغیر است. تنگه دیویس واقع در جنوب خلیج آن را به اقیانوس اطلس متصل می‌سازد. همچنین خلیج بافین در شمال و غرب خود به آب‌های اقیانوس منجمد شمالی می‌پیوندد.
خلیج بافین دارای ژرفایی بین ۲٬۱۰۰ تا ۲٬۷۴۰ متر است با این حال به دلیل وجود تعدادی بی‌شمار از کوه‌های یخی که جریان لابرادور با خود به این خلیج می‌آورد کشتیرانی در آن با خطراتی همراه است. این خلیج همچنین مورد توجه زمین‌شناسانی قرار دارد که می‌خواهند دربارهٔ سیر تکامل قارهٔ آمریکای شمالی پژوهش نمایند.
جان دیویس بریتانیایی نخستین کسی بود که در ۱۵۸۵ به این خلیج رسید اما ناخدای بریتانیایی رابرت بایلوت نخستین کسی بود که در ۱۶۱۶ به اکتشاف در آنجا پرداخت. با این وجود این پهنهٔ آبی به افتخار ستوان او ویلیام بافین نامگذاری شد. در مورد صحت اکتشافات آن‌ها تا مدت‌ها شک وجود داشت تا آنکه کشف‌های بعدی کاپیتان (بعدتر سر) جان راس در ۱۸۱۸ کار آن‌ها را تأیید نمود.